# 4732 Froeschlé
4732 Froeschlé este un asteroid din centura principală, descoperit pe 3 mai 1981 de Edward Bowell.